# Reginaldo Santilli
Reginaldo Santilli, nome di battesimo Guido (Segni, 1908 – agosto 1981), è stato un religioso, teologo e giornalista italiano, dell'Ordine Domenicano, visse nel convento di Santa Maria Novella a Firenze.
Seguace della dottrina di san Tommaso d'Aquino, nel 1945 rilevò e diresse la rivista bimestrale Vita sociale fondata nel 1944 da Vincenzo Bellucci, diresse il settimanale L'Osservatore Toscano, il Centro cattolico di studi sociali, frequentato anche da don Primo Mazzolari. Fu amico del cardinale Pericle Felici e di Giulio Andreotti.

## LeEsperienze pastorali
Padre Santilli, che nel 1944 conobbe Lorenzo Milani ancora seminarista, come revisore ecclesiastico il 29 luglio 1957 diede il nihil obstat al libro Esperienze pastorali del priore di Barbiana, libro che ebbe poi l'imprimatur del cardinale Elia Dalla Costa. Esperienze pastorali suscitò molte polemiche e padre Santilli scrisse: «Sarebbe difficile e penoso scrivere la storia di quel libro accettato da alcuni come richiamo di rinnovamento dei nostri metodi pastorali; rifiutato e criticato da altri per i quali rappresentava, e rappresenta, "la presunzione di un uomo, sia pure sacerdote, di volere impartire lezioni alla Chiesa". Io non intendo legarmi a nessuno dei suddetti giudizi in questa sede, ma solo far conoscere, a chi ancora non lo sapesse, che lo scrittore di quel libro non era un "ribelle" e molto meno un "rivoluzionario mancato". Era un "figlio obbediente della Chiesa" e aveva tutte le carte in regola con Dio e con la sua coscienza». In seguito padre Santilli pubblicò le due lettere ricevute da Lorenzo Milani nell'ottobre del 1958

## Teologo e insegnante
Fu nominato Teologo della Curia Arcivescovile di Firenze dal cardinale Giovanni Benelli.
Padre Santilli svolse l'insegnamento di filosofia presso il Conservatorio delle Mantellate a Firenze negli anni settanta.

## Alcune opere
- Spiritismo (2ª edizione), Tip.Alzani, Pinerolo, 1952. Revisioni per l'Imprimatur: Per incarico del M.R.Padre Provinciale, noi sottoscritti abbiamo letto accuratamente il volume del M.R.P.Reginaldo Santilli "Spiritismo" e l'abbiamo trovato esente da errori dommatici e morali, e lo giudichiamo opportuno per la stampa. Roma, 21 giugno 1952 - Fra Paolo Ricozzi O.P. Lettore in S.Teologia-Fra Raimondo Margheri O.P. - IMPRIMI POTEST Rome, die 21 junii 1952. P.L.Antonino Silli O, P. Dottore in S.Teologia Provinciale Romano - Visto: Nulla osta alla stampa Il Rev.: D.Giovanni Barra Visto Imprimatur Mons.Luigi Bolla, Vic. Gen. Pinerolo, 24 giugno 1952.
- Problemi di vita sociale, Editore Istituto Padano di Arti Grafiche, 1954
- Personalità cristiana, Edizioni di spiritualità, 1956
- Il potere politico, Editore Vita Sociale, 1963
- Studi e ricerche sul razzismo, Edizioni di Vita Sociale, 1966